# Kafiristán

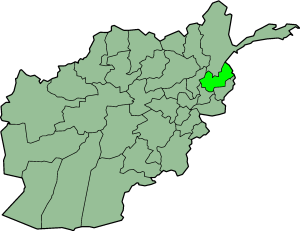
Situación

 Kafiristán  (en persa: کافرستان‎, «País de los Infieles») es el nombre de una región montañosa del Hindu Kush, en el noreste del actual Afganistán, que corresponde a grandes rasgos con la moderna provincia de Nuristán. Quedó como territorio independiente de facto hasta que fue conquistado por los afganos en 1896.

## Historia
Alejandro Magno pasó brevemente por la región e hizo campaña en el valle del Kunar. Una leyenda dice que los kafir son descendientes de los soldados macedonios. Las primeras indicaciones sitúan en estas tierras el reino de Kamboja, y el pueblo de los kambojes es mencionado en las inscripciones de Asoka.
Al comenzar la era cristiana formaba parte del imperio de los Kushan, forman el reino Kushana y budista de Kapisa Janapada, con el Lamakam (después Lagmán) al sur. El peregrino chino Hiuen Tsang, que visitó Kapisa el 644, le llamó Kai-pi-shi (h) y recogió que era un reino próspero regido por un rey budista kshatriya que tenía soberanía sobre varios estados vecinos como Lampaka, Nagarahara, Gandhara, Banu y otros. Kapisa era conocida por sus cabras y su piel, los caballos de la raza local también eran apreciados y un grupo de estos fue enviado como presente por el rey de Chi-pin (Kapisa) al emperador chino Tai-Tsung. Estos caballos de Chi-pin (Ki-pin) eran realmente los famosos caballos de la casta. Hiuen Tsang también señaló que el país producía todo tipo de cereales, frutas y una raíz perfumada llamada Yu-kin, que el pueblo vestía ropa de lana y de piel, y monedas de oro, plata y cobre. Se han encontrado objetos procedentes de lugar muchos lejanos. Los kafir de esta época fueron desplazados hacia las montañas del norte.
Los primeros musulmanes que se acercaron fueron los safáridas al final del siglo IX cuando dominaron el Kabulistán y Pandjhir. Hasta el siglo IX Kapisa fue la segunda capital de la dinastía hindusháhida de Zabulistan
El Hudud al-Alam describe el país de Bolor (chino Po-lo) como un gran reino gobernado por números introducidos Shah, hijo del sol. Posteriormente la extensión del Kafiristán fue más limitada en la zona entre el valle del Pandjhir y la cordillera del Chitral. Los pueblos que vivían eran indoeuropeos mezclados con poblaciones más antiguas indoiranias, la lengua de los kafir es parte del grupo dárdic su lengua.
En siglo XI el Imperio gaznávida actuó en este territorio. El 1020/1021 Mahmud de Gazni hizo campaña en la zona «contra los adoradores del león». El historiador gaznávida Bayhaki menciona al país como Katori o Katwar. Gardizi llama a estas tierras los valles de Kirat y Nur.
Marco Polo le llama  Pasciai  y dice que era un país de idólatras a diez días en el sur de Badakhshan, pero personalmente no visitó la región y recogió el relato de la expedición de 1260 del general mongol Nekuder que fue del Badakhshan en Chitral y en Cachemira, los pasayí eran un grupo que vivía en el extremo suroeste del Kafiristán (en la relación de la expedición musulmana de 1582 se dice que en el siglo XVI los kafir hablaban pasayí).
En 1390, en la expedición a la India de Tamerlán, los habitantes de Andarab le pidieron castigar a las depredaciones de los katrors y Siyah-push e hizo una expedición al Kafiristán, una parte de sus fuerzas cayó en una emboscada y finalmente se tuvo que retirar. El timúrida Mahmud Mirza ibn Abi Said (+1495) hizo dos expediciones. Baber dejó una descripción del Kafiristán del sur, el propio sultán hizo algunas incursiones en la zona (1507/1508) y el 1520 algunos jefes kafir se le sometieron y le regalaron vino, pero debió ser de manera temporal. Muhammad Haydar Dughlat, después conquistador de Cachemira, hizo una expedición (1527/1528) al que llamó Buluristan. El 1582 Akbar el Grande envió una expedición al Katwar dirigida por su hermano Muhammad Hakim (muerte 1584 o 1586) gobernador de Kabul, que operó en todo el suroeste del Kafiristán.
Luego la región no vuelve a ser mencionada hasta el siglo XIX cuando los británicos se empezaron a interesar y Mountstuart Elphistone dejó una descripción. El primero que entró al país fue el coronel Lockhart (1885 a 1886). El capitán George Scott Robertson (después sir), un británico que luego fue oficial político en Chitral, exploró la región el 1890-1891, que tenía una organización tribal y oligárquica con consejos de ancianos (Jasta) y trece magistrados con poder ejecutivo elegidos cada año (llamados ur o Urir); había hombres libres y esclavos (barios), las mujeres estaban en inferioridad y la poligamia era general, el matrimonio era exogámico, fuera del clan. Fue la última persona que observó la cultura local politeísta antes de la conversión al islam.
Aunque algunos subgrupos como los Kam pagaban tributo a Chitral, la mayor parte quedó por Afganistán cuando la frontera fue delimitada el 1893 por la línea Durand (de Sir Mortimer Durand). El 1895 o 1896 el emir de Afganistán, Abdur Rahman Khan invadió el país, y convirtió a sus habitantes al islam (1896), el pueblo del territorio que se llamaba a sí mismo Camoj o Camoz (era mencionado como kafir por los extranjeros), recibió el nombre de Nuristán (los iluminados) y el país Nuristán (País de la luz). En la mitad del siglo XX tenía unos 50.000 habitantes.